# Snowville (Utah)
Snowville es un pueblo ubicado en el condado de Box Elder en el estado estadounidense de Utah. En el año 2000 tenía una población de 177 habitantes.

## Geografía
Snowville se encuentra ubicado en las coordenadas 41°58′14″N 112°42′33″O / 41.97056, -112.70917. Según la Oficina del Censo, la localidad tiene un área total de 4 km² (1,5 mi²), de la cual toda es tierra.

## Demografía
Según la Oficina del Censo en 2000, había 177 personas y 46 familias residentes en el lugar, 88.7% de los cuales eran personas de raza blanca.
Según la Oficina del Censo en 2000 los ingresos medios por hogar en la localidad eran de $24,375, y los ingresos medios por familia eran $35,750. Los hombres tenían unos ingresos medios de $36,250 frente a los $35,250 para las mujeres. La renta per cápita para la localidad era de $13,604. Alrededor del 4.8% de la población estaban por debajo del umbral de pobreza, incluyendo más de la mitad de los habitantes mayores de 65 años.